# Harbor Springs Railway
| Harbor Springs Railway Hemlock Central                                     | Harbor Springs Railway Hemlock Central |
| -------------------------------------------------------------------------- | -------------------------------------- |
| Harbour Springs Nr. 1, eine rahmenlose Getriebelokomotive von Ephraim Shay |                                        |
| Streckenlänge:                                                             | 12,6 km                                |
| Spurweite:                                                                 | 762 mm (Schmalspur)                    |
|                                                                            |                                        |

Die Harbour Springs Railway war eine 12,6 Kilometer lange US-amerikanische Schmalspur-Waldeisenbahn mit einer Spurweite von 2 Fuß 6 Zoll (762 mm), die von Harbor Springs, Michigan an der Little-Traverse-Bucht des Lake Michigan zur Carter’s Mill führte. Sie wurde der wegen der großen Anzahl von Hemlocktannen in der Gegend auch Hemlock Central genannt.

## Geschichte
Die Eisenbahn wurde am 2. Februar 1902 von Ephraim Shay, dem Erfinder der Shay-Lokomotive, gechartert, aber möglicherweise war mit den Bauarbeiten bereits am 10. Dezember 1900 begonnen worden.
Es handelte sich in erster Linie um eine dem Holztransport dienende Waldbahn, aber es wurden auch Sommerurlauber für einen Fahrpreis von 25 Cent befördert. Ursprünglich gab es eine 11 km (7 Meilen) lange Strecke nach Stutsman und zur Race Mill; 1904 wurde sie um weitere 1,6 Kilometer (1 Meile) zur Carter’s Mill verlängert. Kurze temporäre Abzweigungen wurden auf fliegendem Gleis zu Rodungsgebieten gebaut, wie es in der Holzfällerei damals üblich war. Die Strecke wurde mit einer sehr leichten Schiene mit einem Metergewicht von 7,9 kg/m (16 Pfund pro Yard) gebaut und von drei Lokomotiven bedient, die nach den Entwürfen ihres Präsidenten und Generaldirektors, Ephraim Shay, gebaut wurden. Es handelte sich um Lokomotiven mit dem typischen Shay-Antrieb, die aber insofern ungewöhnlich waren, als sie keine Rahmen hatten und der Kessel als Hauptträger nutzten. Die Strecke wurde dank Shay’s Lizenzeinnahmen durch die von ihm patentierten Lokomotivkonstruktion schuldenfrei gebaut. 1906 wurde der Wert der Anlage auf 51.346 $ geschätzt (entsprechend 1 Mio. $ im Jahr 2016).
Die Strecke wurde 1910 stillgelegt und 1912 demontiert. Die Betreibergesellschaft löste sich am 17. Januar 1912 auf.